# Рип просыпается
«Рип просыпается» или «Пробуждение Рипа» — немой короткометражный драматический фильм. Это самая первая экранизация про Рипа ван Винкла Вашингтона Ирвинга. Премьера состоялась в США в сентябре 1896 года.

## В ролях
- Джозеф Джефферсон — Рип ван Винкл англ. Rip Van Winkle

## Награды
В 1903 году фильм начал считаться самой первой экранизацией про этого персонажа, а несколькими десятилетиями позже он попал в сборник DVD More Treasures from American Film Archives 1894-1931. В 1995 году фильм попал в Библиотеку Конгресса.

## Продукция
Фильм снимали в августе 1896 года в Баззардс-Бэй (штат Массачусетс, США). Первая копия была сделана 4 февраля 1897 года. Фильм сохранился в 68-миллиметровом формате.